# Premio de la Crítica de poesía gallega
El Premio de la Crítica de poesía gallega es un premio literario de España que, desde 1976, concede a Asociación Española de Críticos Literarios dentro de la convocatoria anual del Premio de la Crítica, y donde se valora lo que se considera el mejor poemario escrito en gallego, y publicado el año anterior.

## Premiados
- 2019: Olga Novo, por Feliz idade.
- 2018: Pilar Pallarés, por Tempo fósil.
- 2017: Lupe Gómez, por Camuflaxe.
- 2016: Eva Veiga, por Soño e vértice.
- 2015: María do Cebreiro, por O deserto.
- 2014: Gonzalo Hermo, por Celebración.
- 2013: Berta Dávila, por Raíz da fenda.
- 2012: Manuel Álvarez Torneiro, por Os ángulos da brasa.
- 2011: Olga Novo, por Cráter.
- 2010: Marga do Val, pol' A cidade sen roupa ao sol.
- 2009: Luz Pozo Garza, por Deter o día cunha flor.
- 2008: Chus Pato, por Hordas de escritura.
- 2007: Helena de Carlos, por Vigo.
- 2006: Manuel Vilanova, pol' A Esmeralda Branca.
- 2005: Román Raña, por As metamorfoses do túnel.
- 2004: Miguel Anxo Fernán-Vello, por Territorio da desaparición.
- 2003: Xulio López Valcárcel, por Casa última.
- 2002: Xavier Seoane, por Dársenas do ocaso.
- 2001: Manuel Forcadela, por Refutación da musa.
- 2000: Gonzalo Navaza, por Libra
- 1999: Manuel Álvarez Torneiro, por Luz de facer memoria.
- 1998: Yolanda Castaño, por Vivimos no ciclo das Erofanías
- 1997: Xavier Rodríguez Baixeras, por Beira norte.
- 1996: Pilar Pallarés, por Livro das devoracións.
- 1995: Ramiro Fonte, por Luz de mediodía.
- 1994: Xosé Luís Méndez Ferrín, por Estirpe.
- 1993: Xulio López Valcárcel, por Memoria de agosto.
- 1992: Xavier Rodríguez Barrio, por Antiga claridade.
- 1991: Gonzalo Navaza, por Fábrica íntima
- 1990: Fermín Bouza Álvarez, por Labirinto de inverno.
- 1989: Luís González Tosar, por Remol das travesías.
- 1988: Ramiro Fonte, por Pasa un segredo.
- 1987: Xavier Rodríguez Baixeras, pol' A gándara da noite.
- 1986: Xosé María Álvarez Cáccamo, pol' Os documentos da sombra.
- 1985: Antón Avilés de Taramancos, por Cantos caucanos.
- 1984: Miguel Anxo Fernán-Vello, por Seivas de amor e tránsito.
- 1983: Vítor Vaqueiro, pol' A fraga prateada.
- 1982: Xoán Manuel Casado, pol' O libro de Caldelas.
- 1981: Claudio Rodríguez Fer, por Tigres de ternura.
- 1980: Xohana Torres, por Estacións ao mar.
- 1979: Eduardo Moreiras, pol' O libro dos mortos.
- 1978: Salvador García-Bodaño, por Tempo de Compostela.
- 1977 - No se concedió
- 1976: Celso Emilio Ferreiro, por Onde o mundo se chama Celanova.